# Classe Regina Margherita

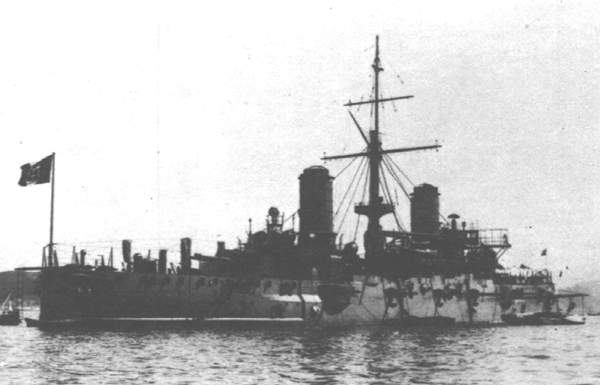
la consegna della bandiera di guerra alla Benedetto Brin avvenuta il 1º aprile 1906

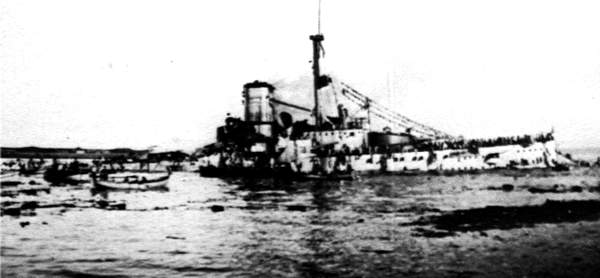
l'affondamento della Benedetto Brin

La classe Regina Margherita era una classe di corazzate pre-dreadnought della Regia Marina, composta da due unità: Regina Margherita e Benedetto Brin.
Progettate da Benedetto Brin, erano grandi navi da battaglia, molto veloci per la loro epoca con una velocità di oltre 20 nodi, e ben armate con una dotazione tricalibro (152 - 203 - 305 mm) senza considerare gli ordinari cannoni secondari antisiluranti, ma erano molto deboli in termini di corazzatura protettiva, somigliando in questo ad una sorta di incrociatore corazzato o incrociatore da battaglia.
Le due unità presero parte alla guerra italo-turca del 1911-1912.
Nel corso della prima guerra mondiale la Benedetto Brin andò perduta il 27 settembre 1915 nel porto di Brindisi per esplosione interna, mentre la Regina Margherita affondò durante una tempesta la sera dell'11 dicembre 1916, urtando contro due mine all'uscita della Baia di Valona in Albania. 
L'affondamento della Brin fu a lungo considerato dovuto a un sabotaggio nemico, ma nel 2015, a 100 anni esatti dall'evento, la Marina Militare ha ufficialmente dichiarato che: